# Sneaker Pimps
Sneaker Pimps é uma banda de trip hop formado no ano de 1994 em Hartlepool, na Inglaterra, seguindo o sucesso do disco Dummy, do Portishead, e do Maxinquaye, do Tricky. Seu primeiro single foi lançado em maio de 1996. "Tesko Suicide" recebeu excelentes críticas na imprensa britânica. 
Em Agosto do mesmo ano, “Becoming X” , o álbum de estréia da banda, foi lançado e apesar de ser apontado pela revista Q como um dos melhores do ano, o álbum fracassou nas vendas. Uma das músicas mais conhecidas da banda, "6 Underground", está incluida neste álbum.
Nesta época, Kelli Dayton saiu da banda, assumindo Chris o papel de vocalista.

## Discografia
- Becoming X (1996)
- Becoming Remixed (1998)
- Splinter (1999)
- Bloodsport (2002)
- SP4 (2004)

## Curiosidades
- Os Sneaker Pimps actuaram em Portugal, em 1999, no Festival Paredes de Coura e em 2001 na Semana Acadêmica de Lisboa.
- A música 6 Underground da banda foi inserida no Grand Theft Auto V, especificamente na rádio fictícia Non Stop Pop.